# 생선 쿠스쿠스
《생선 쿠스쿠스》(프랑스어: La graine et le mulet)는 2007년 개봉한 프랑스, 튀니지의 드라마 영화이다. 압둘라티프 케시시가 감독과 공동각본을 맡았다. 2007 세자르상 작품상·베네치아 영화제 심사위원 대상 수상작이다.

## 출연

### 주연
- 사브리나 와자니
- 앨리스 하우리

### 조연
- 올리비에 루스타우
- 브루노 로쳇
- 캐롤 프랭크
- 합시아 헤지
- 파리다 벤케타쉬
- 질 마세론

## 기타
- 미술: 비노잇 바로우
- 배역: 앤 프리미옷
- 배역: 모냐 갈비